# Günther Anders
Günther Anders (født Günther Stern 12. juli 1902 i Breslau, død 17. december 1992 i Wien) var en tysk filosof. Han var gift med Hannah Arendt 1929 - 1937. I 1983 modtog han Adorno-prisen.

## Eksterne link
Günther Anders i Leksikon for det 21. århundrede på leksikon.org
1. ↑  Navnet er anført på svensk og stammer fra Wikidata hvor navnet endnu ikke findes på dansk.